# Jason Miller (Kampfsportler)
Jason Nicholas Miller (* 24. Dezember 1980 in Atlanta; Spitzname Mayhem) ist ein ehemaliger US-amerikanischer Mixed-Martial-Arts-Kämpfer und Moderator. Er nutzte vor allem Brazilian Jiu-Jitsu und Muay Thai Techniken. Miller trainierte bei Team Quest in Temecula und hatte intensiv mit Randy Couture, Marc Laimon sowie mit Quinton Jackson, mit dem er aufwuchs, trainiert. Er ko-moderiert regelmäßig „Mayhem Mondays“ in der Jason Ellis Show auf Sirius Satellite Radio.
Miller bestritt unter anderem Kämpfe bei Strikeforce, beim Pride-Nachfolger Dream und zwei Kämpfe in der Ultimate Fighting Championship. Per 17. März 2010 umfasste seine Wettkampfstatistik 23 Siege und sieben Niederlagen.
Jason Miller war Moderator der Reality-TV-Show Bully Beatdown, die in drei Staffeln vom März 2009 bis Januar 2012 auf MTV lief. In der Sendung ließ er Kandidaten, die als Bullys (Raufbolde) vorgestellt wurden, im Ring gegen professionelle MMA-Kämpfer antreten.

## Frühes Leben
Jason Miller wurde am 24. Dezember 1980 in einem Militärkrankenhaus geboren. Beide Elternteile waren beim Militär und so verbrachte die Familie die meiste Zeit seiner Jugend beim Herumreisen in den Vereinigten Staaten. Die Familie lebte in Sozialsiedlungen an Armeestützpunkten, am längsten in Fort Bragg, North Carolina. Als Kind trainierte er zeitweise traditionelle Kampfkünste und sein Vater, ein 82nd-Airborne-Fallschirmjäger war ein ehemaliger Amateurboxer. Miller schrieb in Interviews viel seiner Kampferfahrung Straßenkämpfen sowie Schlägereien mit seinem Vater zu. Jason Miller fing im Alter von 16 Jahren an, sich für Mixed Martial Arts zu interessieren, als er Videobänder von Ultimate Fighting Championship, Pride und Vale Tudo Brazil sah. Er begann sein Training, nachdem er einen Hockey-Brustschutz und Tae-Kwon-Do-Handschuhe anzog und durch einen Würgegriff bei einem Sparring gegen einen kleineren, schwächeren Freund verlor. Er wurde wegen Prügeleien von der Schule verwiesen und musste für sein High-School-Abschlussjahr in eine ländliche Stadt ziehen, welche eine frühe Mixed-Martial-Arts-Schule besaß. In diesem Jahr begann er ernsthaft zu trainieren und fing wieder zu Ringen an, was er zuvor aufgegeben hatte. Er verpasste seinen Abschlussball und verabredete sich stattdessen mit einem Mädchen, um seinen ersten professionellen MMA-Kampf am Virginia Beach, Virginia im April 1999 zu sehen.
Nachdem er sein Zuhause verlassen hatte, begann er im Land herumzureisen um seine MMA-Karriere weiterzuführen. Um seinen Lebensstil zu finanzieren, kämpfte er in kleinen Veranstaltungen im ganzen Land und unterrichtete Mixed Martial Arts. Er war berühmt dafür, in einem Kleinbus vor dem HB Ultimate Training Center in Huntington Beach in Kalifornien zu leben. Er lebte auch zur Miete in verschiedenen Sporthallen und Räumen, als er nach Las Vegas, Hawaii und Los Angeles reiste, um seine Kampftechniken zu verbessern.

## Mixed-Martial-Arts-Karriere
„Mayhem“ hat in einer Vielzahl von Organisationen gekämpft, unter anderem in ICON Sport, Ultimate Fighting Championship, DREAM und Strikeforce. Er besiegte in seiner Karriere Gegner wie Falaniko Vitale, Ronald Jhun, Egan Inoue, Denis Kang, Kala Hose, Toby Imada und Robbie Lawler.
Nach dem Kampf gegen Ronald Jhun brach ein Aufruhr aus und Miller wurde durch Mark Moreno auf den Hinterkopf geschlagen. Damit wurden die Voraussetzungen für ein Groll Match geschaffen, und Miller dominierte Moreno, besiegte ihn mit einem Armhebel am Ende der ersten Runde und machte das berühmte Shaka Zeichen, bevor er ihn besiegte. Mayhem wurde am berühmtesten durch einen blutigen Kampf mit dem kanadischen Superstar Georges St. Pierre bei UFC 52. Er verlor durch eine einstimmige Entscheidung.
Am 2. September 2006 gewann Mayhem den Icon-Sport-Mittelgewichtstitel von „Ruthless“ Robbie Lawler durch Arm Triangle in der dritten Runde. Im Dezember desselben Jahres verlor Mayhem seine erste Titelverteidigung in einem Kampf, in dem er als Favorit galt, gegen Frank Trigg durch TKO in der zweiten Runde. Am 5. Oktober 2006 nahm Miller an Anything Goes teil, einer professionellen Wrestling-Veranstaltung von Action Zone Wrestling.
Derzeit kämpft Mayhem für die japanische MMA-Veranstaltung DREAM, wo er Teil des 2008-Mittelgewicht-Grand-Prix war. Er wurde von Ronaldo de Souza bei DREAM.4 im Halbfinale des Turniers besiegt. Miller verlor durch eine einstimmige Entscheidung gegen „Jacare“ in einem Kampf, in dem es den Großteil der Zeit so aussah, als würde er durch eine Aufgabe beendet werden.
Die beiden kämpften erneut, aber dieses Mal um den Dream-Mittelgewichtsgürtel (ein Titel, der frei ist, seitdem Gegard Mousasi in die Halbschwergewichtsklasse gewechselt ist). Der Kampf endete mit einem frustrierenden Abbruch, Miller landete einen Soccer Kick auf Jacarés Stirn. Der Tritt öffnete eine große Wunde an Jacarés Kopf, die die Ärzte dazu brachte, den Kampf zu stoppen. Soccer Kicks sind in Dream nicht erlaubt, so wurde der Kampf abgebrochen, weil der Tritt nicht absichtlich war. Beide Kämpfer stimmten zu, sich an einem Event im September 2009 wieder gegenüberzustellen. Die Zukunft dieses Rückkampfes wurde ungewiss, als Souza später einen Vertrag mit Strikeforce unterschrieb. Miller kämpfte am 7. November 2009 in Strikeforce: Fedor vs. Rogers gegen Jake Shields. Der Kampf war um den Strikeforce-Mittelgewichtstitel, da Cung Le als Champion zurücktrat, um seine Schauspielkarriere zu verfolgen.
Letztendlich verlor Miller den Kampf um den Strikeforce-Mittelgewichtstitel durch eine einstimmige Entscheidung gegen Jake Shields. Obwohl er unfähig war, den Niederwürfen von Jake Shields standzuhalten, erzielte er auch ein paar Niederwürfe spät in der ersten Runde, und kam am nächsten den Kampf zu beenden, als er Shields in den letzten 10 Sekunden der dritten Runde in ein Body Triangle brachte. Die Aufgabe wurde durch das Ende der dritten Runde beendet.
Miller begegnete Tim Stout bei Strikeforce: Nashville am 17. April 2010 und gewann den Kampf durch TKO in der ersten Runde.
Danach sollte Miller Robbie Lawler am 16. Juni 2010 bei Strikeforce: Los Angeles begegnen, aber er wurde nach seinen Aktionen bei Strikeforce: Nashville, wo er Jake Shields mit einem Rückkampf konfrontierte, nachdem Shields gegen UFC-Veteran Dan Henderson gewann, von der Karte entfernt.
Es gab den Verdacht, dass Miller im Oktober gegen Nick Diaz kämpfen würde, doch der Kampf wurde nicht realisiert. „Mayhem“ wird stattdessen am 25. September bei Dream.16 gegen Kazushi Sakuraba antreten.
Am 22. April 2011 wurde bekannt gegeben, dass Miller Strikeforce verlässt und nun wieder in der UFC kämpft. Sein erster Gegner war Aaron Simpson, dem er am 2. Juli 2011 im Rahmen des Events UFC 132 begegnete. Der Kampf musste wegen der „The Ultimate Fighter“-Teilnahme von Miller abgesagt werden. Zum ersten Mal in der Geschichte des „The Ultimate Fighter“ sollten im Finale am 3. Dezember 2011 die beiden Coaches gegeneinander antreten. Miller verlor diesen Kampf durch TKO in Runde 3 nach 3:33 min, indem Ringrichter Steve Mazzagatti den Kampf stoppte.
Nach der Niederlage gegen CB Dollaway beim Ultimate Fighting Championship 146 gab UFC-Präsident Dana White am Tag darauf bekannt, dass die Karriere von Miller bei der UFC beendet ist. Am 28. Mai 2012 trat Miller vom professionellen MMA-Sport zurück.

## Strikeforce:-Nashville-Schlägerei
Während des Nachkampf-Interviews nach Jake Shields’ Sieg über Dan Henderson gelangte Miller irgendwie in den Käfig und unterbrach Shields, indem er fragte „Wo ist mein Rückkampf, Kumpel?“. Nachdem sowohl Gilbert Melendez als auch Shields Miller weggestoßen hatten, schlug Nick Diaz zu und startete damit eine Schlägerei. Mitglieder des Cesar-Gracie-Jiu-Jitsu-Lagers, das Mitglieder wie Melendez, Diaz und Nate Diaz enthält, griffen Miller an, während er durch Mitglieder von Diaz’ Lager zurückgehalten wurde. Der Kampf wurde dann von Schiedsrichtern, Mitgliedern von Dan Hendersons Ecke und der Security abgebrochen. Miller wird nun von Strikeforce und von der Tennessee State Athletic Commission überprüft und vielleicht suspendiert. Strikeforce hat ihn bereits aus einem geplanten Kampf mit Robbie Lawler gezogen und sagt, sie werden jeder Entscheidung nachkommen, die die Kommission trifft.

## MMA-Statistik
| Ergebnis   | Statistik | Gegner             | Methode                                      | Veranstaltung                                       | Datum      | Runde | Zeit | Veranstaltungsort             | Anmerkungen                                  |
| Niederlage | 24–9(1)   | CB Dollaway        | Entscheidung (Einstimmig)                    | Ultimate Fighting Championship 146                  | 2012-05-27 | 3     | 5:00 | Las Vegas, USA                | Rücktritt nach Niederlage                    |
| Niederlage | 24–8(1)   | Michael Bisping    | TKO (Schläge)                                | The Ultimate Fighter Season 14 Finale               | 2011-12-03 | 3     | 1:27 | Las Vegas, USA                |                                              |
| Sieg       | 24–7(1)   | Kazushi Sakuraba   | Aufgabe (Arm Triangle Choke)                 | DREAM.16                                            | 2010-09-25 | 1     | 2:09 | Nagoya, Japan                 |                                              |
| Sieg       | 23–7(1)   | Tim Stout          | TKO (Schläge)                                | Strikeforce: Nashville                              | 2010-04-17 | 1     | 3:09 | Nashville, Tennessee, USA     |                                              |
| Niederlage | 22–7(1)   | Jake Shields       | Entscheidung (Einstimmig)                    | Strikeforce: Fedor vs Rogers                        | 2009-11-07 | 5     | 5:00 | Chicago, Illinois, USA        | Um den freien Strikeforce Middleweight Title |
| NC         | 22–6(1)   | Ronaldo de Souza   | Illegaler Tritt durch Miller verursachte TKO | DREAM.9 Feather Weight Grand Prix 2009 Second Round | 2009-05-26 | 1     | 2:33 | Yokohama, Japan               | Um den freien DREAM Middleweight Title       |
| Sieg       | 22–6      | Kala Hose          | Aufgabe (Rear Naked Choke)                   | Kingdom MMA – Miller vs. Hose                       | 2009-04-18 | 1     | 2:27 | Honolulu, Hawaii, USA         |                                              |
| Niederlage | 21–6      | Ronaldo de Souza   | Entscheidung (Einstimmig)                    | DREAM.4 Middle Weight Grandprix 2008 2nd Round      | 2008-06-15 | 2     | 5:00 | Yokohama, Japan               | Dream MWGP Viertelfinale                     |
| Sieg       | 21–5      | Katsuyori Shibata  | TKO (Schläge)                                | DREAM.3 Light Weight Grandprix 2008 2nd Round       | 2008-05-11 | 1     | 6:57 | Saitama, Japan                | Dream MGWP Eröffnungsrunde                   |
| Sieg       | 20–5      | Tim Kennedy        | Entscheidung (Einstimmig)                    | HDNet Fights – Reckless Abandon                     | 2007-12-15 | 3     | 5:00 | Dallas, Texas, USA            |                                              |
| Sieg       | 19–5      | Hiromitsu Miura    | Entscheidung (Einstimmig)                    | WEC 27                                              | 2007-05-12 | 3     | 5:00 | Las Vegas, Nevada, USA        |                                              |
| Sieg       | 18–5      | Hector Urbina      | TKO (Schläge)                                | Icon Sport – Epic                                   | 2007-03-31 | 1     | 1:11 | Honolulu, Hawaii, USA         |                                              |
| Niederlage | 17–5      | Frank Trigg        | TKO (Tritte)                                 | Icon Sport – Mayhem vs Trigg                        | 2006-12-01 | 2     | 2:53 | Honolulu, Hawaii, USA         | Verlor ICON Sport Middleweight Championship. |
| Sieg       | 17–4      | Robbie Lawler      | Aufgabe (Arm Triangle)                       | Icon Sport – Mayhem vs Lawler                       | 2006-09-02 | 3     | 2:50 | Honolulu, Hawaii, USA         | Gewann ICON Sport Middleweight Championship. |
| Sieg       | 16–4      | Lodune Sincaid     | Aufgabe (Rear Naked Choke)                   | WFA – King of the Streets                           | 2006-07-22 | 1     | 4:29 | Los Angeles, Kalifornien, USA | Kämpfte mit 93 kg                            |
| Sieg       | 15–4      | Stefan Gamlin      | Aufgabe (Arm Triangle Choke)                 | Icon Sport – Mayhem vs Giant                        | 2006-05-26 | 1     | 0:46 | Honolulu, Hawaii, USA         |                                              |
| Sieg       | 14–4      | Falaniko Vitale    | Aufgabe (Rear Naked Choke)                   | Icon Sport – Opposites Attract                      | 2005-10-28 | 2     | 2:41 | Honolulu, Hawaii, USA         |                                              |
| Sieg       | 13–4      | Mark Moreno        | Aufgabe (Shaka Armbar)                       | Superbrawl – Icon                                   | 2005-07-23 | 1     | 4:54 | Honolulu, Hawaii, USA         |                                              |
| Niederlage | 12–4      | Georges St. Pierre | Entscheidung (Einstimmig)                    | UFC 52 – Couture vs Liddell 2                       | 2005-04-16 | 3     | 5:00 | Las Vegas, Nevada, USA        | kämpfte mit 77 kg                            |
| Sieg       | 12–3      | Ronald Jhun        | Technische Aufgabe (Arm Triangle Choke)      | SB 37 – SuperBrawl 37                               | 2004-10-16 | 2     | N/A  | Honolulu, Hawaii, USA         |                                              |
| Sieg       | 11–3      | Egan Inoue         | TKO (Unterbrechung)                          | SB 32 – SuperBrawl 32                               | 2003-12-05 | 2     | 5:00 | Honolulu, Hawaii, USA         |                                              |
| Sieg       | 10–3      | Sean Taylor        | Aufgabe (Triangle Choke)                     | SB 31 – SuperBrawl 31                               | 2003-09-20 | 2     | 3:32 | Honolulu, Hawaii, USA         |                                              |
| Sieg       | 9–3       | Mark Longworth     | Aufgabe (Guillotine Choke)                   | PFC – Put Up or Shut Up                             | 2003-08-23 | 2     | N/A  | Kalifornien, USA              |                                              |
| Sieg       | 8–3       | Jay Buck           | Entscheidung (Unstimmig)                     | SB 30 – Collision Course                            | 2003-06-13 | 3     | 3:00 | Honolulu, Hawaii, USA         |                                              |
| Niederlage | 7–3       | Tim F Kennedy      | Entscheidung                                 | EC 50 – Extreme Challenge 50                        | 2003-02-23 | 3     | 5:00 | Salt Lake City, Utah, USA     |                                              |
| Sieg       | 7–2       | Denis Kang         | Aufgabe (Rear Naked Choke)                   | EC 50 – Extreme Challenge 50                        | 2003-02-23 | 2     | 1:41 | Salt Lake City, Utah, USA     |                                              |
| Sieg       | 6–2       | Todd Carney        | Handtuch (Unterbrechung)                     | FFP – February Fight Party                          | 2003-02-01 | 1     | 2:31 | Atlanta, Georgia, USA         |                                              |
| Niederlage | 5–2       | Todd Carney        | Aufgabe (Guillotine Choke)                   | ISCF – Atlanta                                      | 2002-08-16 | 1     | 1:32 | Atlanta, Georgia, USA         |                                              |
| Sieg       | 5–1       | Phil Ensminger     | Aufgabe (Triangle Choke)                     | RFC1 – The Beginning                                | 2002-07-13 | 1     | 3:23 | Las Vegas, Nevada, USA        |                                              |
| Sieg       | 4–1       | Toby Imada         | Entscheidung                                 | XP 2 – Xtreme Pankration 2                          | 2002-04-12 | 2     | 5:00 | Los Angeles, Kalifornien, USA |                                              |
| Niederlage | 3–1       | Chael Sonnen       | Entscheidung                                 | HFP 1 – Rumble on the Reservation                   | 2002-03-30 | 2     | 5:00 | Anza, Kalifornien, USA        |                                              |
| Sieg       | 3–0       | Todd Carney        | Aufgabe                                      | ISCF – Battle at the Brewery 2001                   | 2001-12-08 | 2     | 2:53 | Atlanta, Georgia, USA         |                                              |
| Sieg       | 2–0       | Brian Warren       | Aufgabe (Rear Naked Choke)                   | UP 1 – Ultimate Pankration 1                        | 2001-11-11 | 1     | 3:15 | Cabazon, Kalifornien, USA     |                                              |
| Sieg       | 1–0       | Tommy Laguwans     | TKO                                          | RITC 27 – Rage in the Cage 27                       | 2001-04-28 | 1     | 3:00 | Phoenix, Arizona, USA         |                                              |